# Quartier Goupil
Le quartier Goupil est une caserne du régiment de cavalerie la Garde républicaine située à Saint-Germain-en-Laye.
Le quartier héberge le centre d'instruction du régiment de cavalerie, avec pour mission principale la formation des nouveaux gardes républicains affectés au régiment et le débourrage des jeunes chevaux.
Il porte le nom du capitaine Robert Goupil, qui commandait la Deuxième compagnie du Bataillon français de l'ONU en Corée et tué au combat le 26 septembre 1951 à la cote 951 dans le massif de Crèvecoeur.

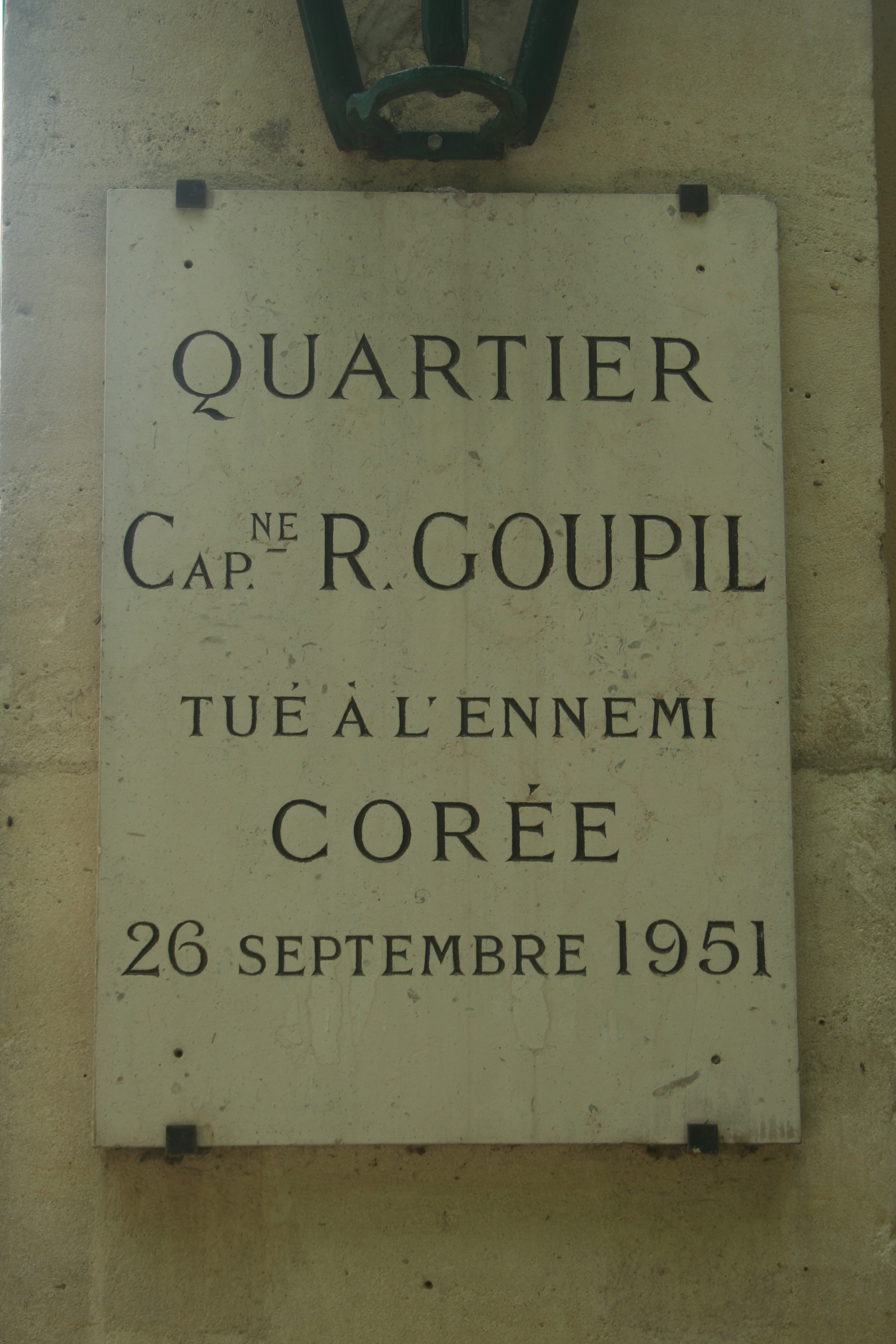
Plaque commémorative à l'entrée du quartier Goupil